# Santões
Santões, sântones (em latim: santones; em grego clássico: σάντονες/σάντωνες; romaniz.: sántones) ou sântonos (em latim: santoni; em grego clássico: σάντονοι; romaniz.: sántonoi)  era um povo do sudoeste da Gália, na Celtogalácia Aquitânia de Ptolomeu, cuja capital era Mediolano. Estavam, segundo descrição de Júlio César, na Gália Céltica, ao norte do rio Garona. Diz César, que foi o primeiro a descrevê-los nos anos 50 a.C., que quando os helvécios se prepararam para deixar seu país com suas famílias e móveis, a sua intenção era migrar para o país dos santões, que estavam a curta distância da fronteira com os tolosates. Ptolomeu especificamente afirma que estavam entre pictões e os bitúriges viviscos e Estrabão foi mais preciso ao dizer que o Garona fluiu entre os bitúriges viviscos e santões. Noutro ponto, Estrabão adiciona que os pictões estavam ao norte dos santões, ambos na costa do oceano Atlântico.
César não realizou qualquer campanha contra os santões nas Guerras Gálicas (58–50 a.C.), ou se fez, não as registrou. O próprio alegou que recebeu navios dos pictões e santões para sua guerra contra os vênetos, a partir do qual descobriu que eram um povo marítimo. Quando Vercingetórix mobilizou as tribos gaulesas, garantiu o apoio dos pictões e "todos os dos Estados que fazem fronteira com o oceano", uma expressão que, embora não os cite, incluiu os santões. Apesar disso, enviaram 12 mil homens para ajudar César no Cerco de Alésia (52 a.C.). Em sua enumeração dos gauleses, Plínio, o Velho chamou-os líberos (em latim: liberi). A costa de seu território era baixa e pantanosa, mas o interior era plano e fértil. Plínio e Marcial notaram ainda uma artemísia local e Marcial e Juvenal citam um cuculo santônico que pode ter sido importado à Itália. Deram o nome à província histórica de Saintonge.